# Нью-Бритен (Коннектикут)
Нью-Бритен (англ. New Britain) — город (с 1871 года), расположенный в округе Хартфорд (штат Коннектикут, США) с населением 73 206 человек по данным переписи 2010 года.

## История
Дважды подряд (2016 и 2017) город был награждён премией «All-America City Award» (с англ. — «Всеамериканский город») присуждаемой Национальной гражданской лигой, которую неофициально называют «Нобелевской премией за конструктивное гражданство» и которая выдается за активную гражданскую позицию жителей некорпоративных сообществ Соединённых Штатов в жизни местного самоуправления. 

## География

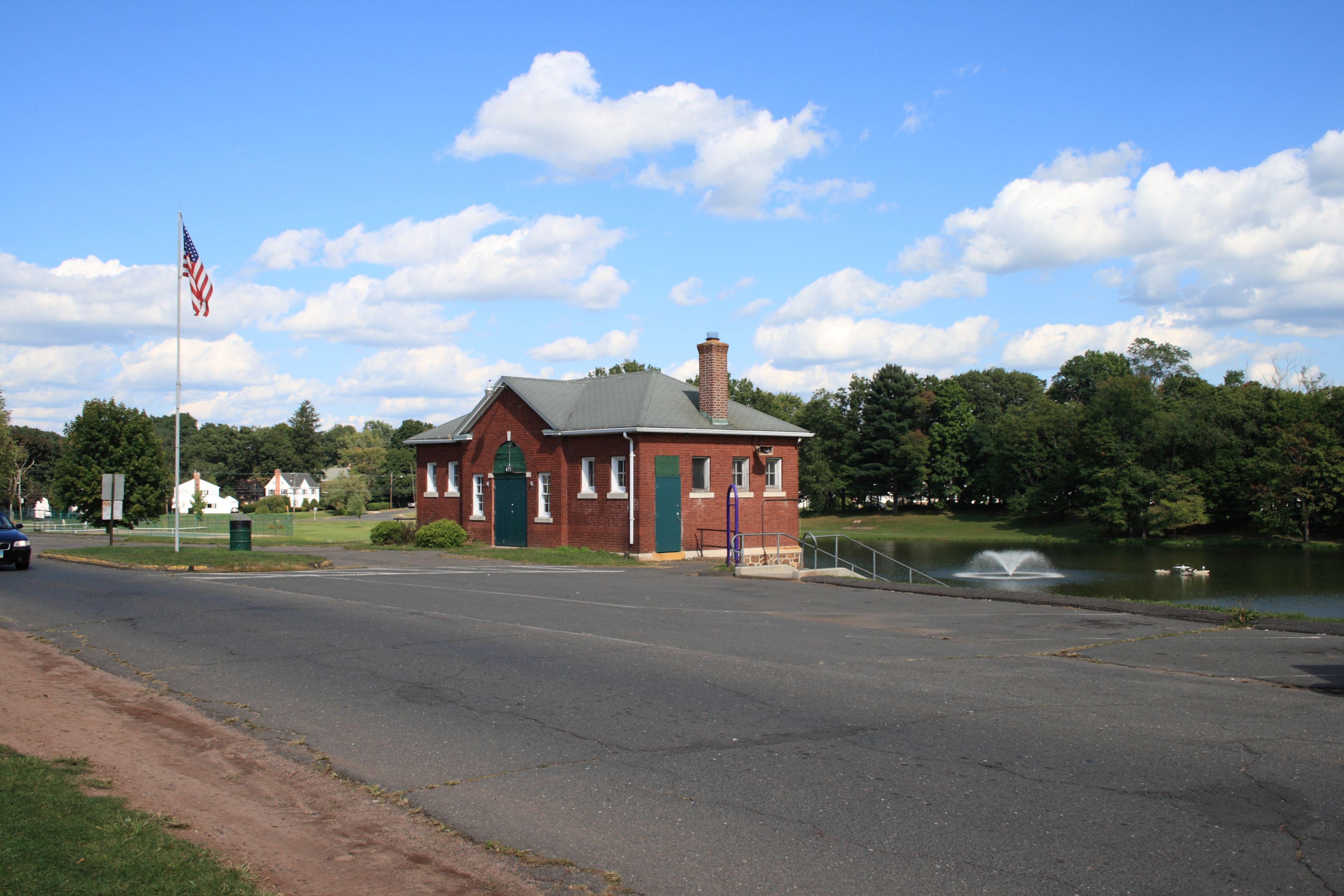
Парк в Нью-Бритен

Согласно данным представленным Бюро переписи населения США, общая площадь города Нью-Бритен составляет 34,7 км², из которых 34,6 км² приходится на сушу, а 0,2 км² (0,52 %) занимает водная поверхность. 
Вблизи города, в болоте Дэдвуд, расположен исток реки Куиннипиак.

## Демография
Расовый состав города по данным переписи распределился следующим образом: 46 579 (63,6 %) — белых, 9527 (13 %) — чёрных или афроамериканцев, 1729 (2,4 %) — азиатов, 271 (0,4 %) — коренных американцев, 27 (0,0004 %) — выходцев с тихоокеанских островов, 11 980 (16,4 %) — других народностей, 3093 (4,2 %) — представителей смешанных рас. Испаноязычные или латиноамериканцы составили 36,8 % от всех жителей (26 934 человека).
По данным переписи населения 2010 года в Нью-Бритен проживало 73 206 человек, насчитывалось 28 158 домашних хозяйств. Средняя плотность населения составляла около 2,069 человек на один квадратный километр.
| Год переписи                                                                 | Нас.  |       | %±     |
| ---------------------------------------------------------------------------- | ----- | ----- | ------ |
| 1860                                                                         | 5212  |       | —      |
| 1870                                                                         | 9480  |       | 81,9%  |
| 1880                                                                         | 11800 |       | 24,5%  |
| 1890                                                                         | 16519 |       | 40%    |
| 1900                                                                         | 25998 |       | 57,4%  |
| 1910                                                                         | 43916 |       | 68,9%  |
| 1920                                                                         | 59316 |       | 35,1%  |
| 1930                                                                         | 68128 |       | 14,9%  |
| 1940                                                                         | 68685 |       | 0,8%   |
| 1950                                                                         | 73726 |       | 7,3%   |
| 1960                                                                         | 82201 |       | 11,5%  |
| 1970                                                                         | 83441 |       | 1,5%   |
| 1980                                                                         | 73840 |       | −11,5% |
| 1990                                                                         | 75491 |       | 2,2%   |
| 2000                                                                         | 71538 |       | −5,2%  |
| 2010                                                                         | 73206 |       | 2,3%   |
| 2018                                                                         | 72453 | [ 4 ] | −1%    |
| 1860–2018 Источники: 1860, 1870, 1880, 1890—1910, 1900—1970, 1980—2000, 2010 |       |       |        |

## Инфраструктура
В городе расположен старейший общественный университет штата — Университет Центрального Коннектикута, а также Чартерокский колледж.
Здесь находится Нью-Бритенский музей американского искусства.

## Спорт
В городе есть бейсбольная команда «Нью-Бритен Бис», выступающая в Атлантической лиге профессионального бейсбола, и футбольная команда «Коннектикут Юнайтед», выступающая в Американской футбольной лиге.

## Города-побратимы
- Пултуск
- Раштатт
- Янница
- Соларино
- Ацуги